# Rivière des Couture
Pour les articles homonymes, voir Couture (homonymie).
La rivière des Couture est un affluent de la rive est de la rivière à la Scie laquelle coule vers l'ouest jusqu'à la rive sud du fleuve Saint-Laurent. Ce cours d'eau coule entièrement dans le territoire de la ville de Lévis, dans la région administrative de Chaudière-Appalaches, au Québec, au Canada.

## Géographie
Les principaux bassins versants voisins de la rivière des Couture sont :
- côté nord : fleuve Saint-Laurent, ruisseau Rouge ;
- côté est : ruisseau Saint-Claude, ruisseau Beaumont ;
- côté sud : rivière à la Scie, ruisseau des Dames, rivière Etchemin ;
- côté ouest : rivière à la Scie, rivière Etchemin.

La rivière des Couture prend sa source en bordure du chemin de fer, dans la zone Harlaka, dans le secteur de Saint-Joseph-de-la-Pointe-de-Lévy, soit la partie sud-est de la ville de Lévis. Cette zone de tête est située à 2,25 km au sud de l'autoroute 20, soit au nord de la Grande plée Bleue. Cette source près de milieux humides est située à :
- 5,4 km au nord-est du centre du village de Pintendre ;
- 3,2 km au nord du centre du village de Saint-Henri.

La rivière des Couture coule en zone agricole ou urbaine, plus ou moins en parallèle de la rive-sud du fleuve Saint-Laurent. À partir de sa source, la rivière des Couture" coule sur 7,0 km selon les segments suivants :
- 3,8 km vers le sud-ouest, jusqu'à la route 173 ;
- 3,2 km vers le sud-ouest, jusqu'à sa confluence.

La confluence de la rivière des Couture est située sur la rive est de la rivière à la Scie laquelle coule vers l'ouest jusqu'à la rive sud du fleuve Saint-Laurent, dans le secteur de Saint-Télesphore. Cette confluence est située au sud-est de la sortie 325 de l'autoroute 20, au nord d'un parc pour maisons mobiles.

## Toponymie
Le toponyme « Rivière des Couture » a été officialisé le 28 mars 1974 à la Commission de toponymie du Québec.